# Zrůda (film)
Zrůda (anglicky Monster) je americké kriminální drama z roku 2003 o sériové vražedkyni Aileen Wuornosové, prostitutce, která byla za vraždy šesti mužů spáchaných na konci 80. a počátkem 90. let, odsouzená k trestu smrti. Poprava smrtící injekcí se uskutečnila ve floridské věznici v říjnu 2002. Scénář napsala režisérka snímku Patty Jenkinsová, jež na berlínském mezinárodním filmovém festivalu 2004 získala nominaci na Zlatého medvěda.
Hlavní postavu vražedkyně ztvárnila jihoafrická herečka Charlize Theronová, která kvůli roli přibrala patnáct kilogramů váhy. Za svůj výkon byla oceněna celkem sedmnácti cenami, včetně Oscara za nejlepší ženský herecký výkon v hlavní roli, Zlatého glóbu pro nejlepší herečku ve filmovém dramatu a Stříbrného medvěda pro nejlepší herečku na Berlinale. Její filmovou partnerkou se stala americká herečka Christina Ricci, představující mladou lesbickou milenku Selby Wallovou, jejíž postava vznikla podle skutečné Wuornosové partnerky Tyrie Mooreové.

## Děj
Obhroublá prostitutka středního věku Aileen Wuornosová (Charlize Theronová) přijíždí na Floridu, kde v lesbickém baru potkává Selby Wallovou (Christina Ricci) (postava vytvořená podle její skutečné partnerky Tyrie Mooreové). Přes prvotní odpor s ní stráví noc a naváže dlouhodobější vztah. Později vypoví, že před sebevraždou chtěla utratit posledních pět dolarů od zákazníka.
Bez finančních prostředků spolu nové přítelkyně odcházejí žít do hotelů a pronajatých bytů. Aileen se nevyhne další negativní zkušenosti, když ji jeden ze zákazníků, Vincent Corey (Lee Tergesen), fyzicky napadne v autě a poté, co se jí podaří vyprostit ruce z uvázané smyčky, násilníka v sebeobraně zastřelí. Po této zkušenosti se neúspěšně pokusí vymanit ze zaběhnutého životního stylu, opustit práci prostitutky a začít lepší etapu své existence. Realita je však odlišná než vysněné plány. Dovede ji zpět k prostituci. Silná averze k mužům nastartuje sérii vražd, když postupně zastřelí několik zákazníků a také náhodného jezdce, snažícího se jí pomoci. Spolu se Selby přežívají z peněz oloupených obětí.
Když si Selby začne uvědomovat, že za všemi vraždami může stát její přítelkyně a spatřuje portréty sebe a své lásky v televizi, vztah ukončí a autobusem odjíždí domů do Ohia.
Aileen je zatčena v motorkářském baru. Její telefonát z vězení se Selby, která v té době již spolupracuje s vyšetřovateli, dodává důkazní materiál pro trestní řízení. Aby ochránila svou lásku, Aillen doznává, že spáchala vraždy sama. V soudní síni pak Selby svědčí z pozice svědkyně proti ní. Obžalovaná je shledána vinnou a odsouzena k trestu smrti.

## Obsazení
| Charlize Theronová  | Aileen Wuornosová        |
| Christina Ricci     | Selby Wallová            |
| Bruce Dern          | Thomas                   |
| Lee Tergesen        | Vincent Corey            |
| Annie Corleyová     | Donna                    |
| Pruitt Taylor Vince | Gene / koktavý „John“    |
| Marco St. John      | Evan / tajný „John“      |
| Marc Macaulay       | Will / táta „John“       |
| Scott Wilson        | Horton / poslední „John“ |
| Kane Hodder         | policejní agent          |

## Kritika
Filmová kritika vyzdvihla film zejména za vysoce přesvědčivý výkon Theronové jako neatraktivní duševně narušené ženy. Vyjma nutnosti nabrání váhy Jihoafričanka hrála s proteticky upraveným chrupem. Kritici označili její ztvárnění a přeměnu vzhledu za „transformaci“. Filmový kritik Roger Ebert zhodnotil snímek jako nejlepší v daném roce a roku 2009 jej pak zařadil mezi nejlepšími filmy celé dekády.

## Soundtrack
V roce 2004 vydal autor hudby BT k filmu soundtrack.

### Seznam skladeb
Všechny skladby složil BT.
1. „Childhood Montage“
2. „Girls Kiss“
3. „The Bus Stop“
4. „Turning Tricks“
5. „First Kill“
6. „Job Hunt“
7. „Bad Cop“
8. „'Call Me Daddy' Killing“
9. „I Don't Like It Rough“
10. „Ferris Wheel (Love Theme)“
11. „Ditch The Car“
12. „Madman Speech“
13. „Cop Killing“
14. „News On TV“
15. „Courtroom“